# اكتشاف قائم على الأدبيات
الاكتشاف القائم على الأدبيات أو الاكتشاف المبني على الأدبيات (LBD) هو أحد أشكال استخراج المعرفة وتوليد الفرضيات بطريقة آلية أو شبه آلية بناءً على الأوراق والمنشورات الأكاديمية ("الأدبيات") لإيجاد علاقات جديدة بين المعرفة الموجودة ("الاكتشاف"). يهدف الاكتشاف القائم على الأدبيات إلى اكتشاف المعرفة الجديدة من خلال ربط المعلومات التي تم ذكرها صراحةً في الأدبيات العلمية لاستنتاج الروابط التي لم يتم ذكرها صراحةً.
يمكن أن يساعد الاكتشاف القائم على الأدبيات الباحثين على اكتشاف واستكشاف الفرضيات بسرعة بالإضافة إلى اكتساب معلومات حول التطورات ذات الصلة داخل وخارج مجالاتهم وزيادة تبادل المعلومات بين التخصصات.

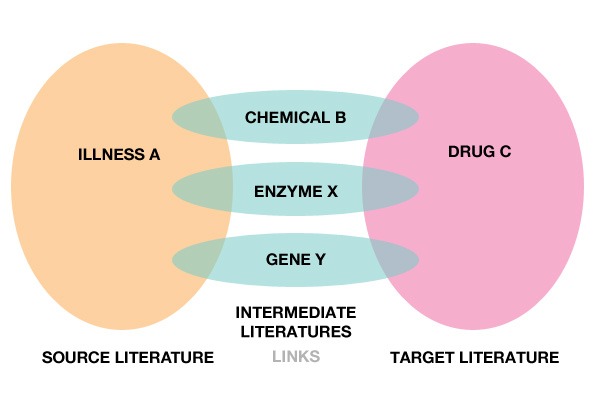
مخطط تفصيلي لربط سوانسون، باستخدام نموذج ABC

يُطلق على النوع الأكثر أساسية وانتشارًا من الاكتشافات القائمة على الأدبيات اسم نموذج ABC لأنه يركز على ثلاثة مفاهيم تسمى A وB و C. وينص على أنه إذا كان هناك ارتباط بين A و B وواحد بين B و C، فهناك ارتباط بين A و C، والذي إذا لم يتم ذكره صراحةً، لم يتم استكشافه بعد.
الاكتشاف المرتبط بالأدبيات (LRD) هو مصطلح مشابه يُستخدم أحياناً بشكل مترادف ولكنه يتكون من عنصرين: الأول هو الاكتشاف القائم على الأدبيات (LBD) الذي يولد اكتشافًا محتملًا من خلال تحليل الأدبيات لوحدها، والثاني الاكتشاف بمساعدة الأدبيات (LAD) والذي يولد اكتشافًا محتملًا من خلال مزيج من تحليل الأدبيات والتفاعلات بين مؤلفي الأدبيات المختارين. هناك نوعان من كل من الاكتشاف القائم على الأدبيات (LBD) والاكتشاف بمساعدة الأدبيات(LAD): الأول هو أنظمة الاكتشاف المفتوح (ODS)، حيث يبدأ المرء بمشكلة ويصل إلى حل، والثاني هو أنظمة الاكتشاف المغلقة (CDS)، حيث يبدأ المرء بمشكلة وحل، ثم يحدد الآلية (الآليات) التي تربط بينهما.

## التاريخ
راد عالم الحاسوب والفيزيائي دون ر. سوانسون تقنية الاكتشاف القائم على الأدبيات في الثمانينيات. افترض أنه في حال وجود ارتباط بين نتيجتين هما A و B وارتباط آخر بين B و C في بحثين منفصلين منشورين، فهناك ارتباط غير معروف أو غير مستكشف بين A و C. استخدم هذا النهج لاقتراح زيت السمك علاجاً لمتلازمة رينو بسبب علاقتهما المشتركة بلزوجة الدم. وقد ثبت لاحقًا أن هذه الفرضية لها قيمة في دراسة مستقبلية، واقترح متابعة اكتشافات أخرى باستخدام طرق مماثلة.

## ربط سوانسون
ربط سوانسون هو مصطلح اِقتُرح في عام 2003  يشير إلى ربط قطعتين من المعرفة كان يُعتقد سابقًا أنهما غير مرتبطتين. على سبيل المثال، قد يكون من المعروف أن المرض أ ناتج عن مادة كيميائية ب، ومن المعروف أن الدواء ج يقلل من كمية المادة الكيميائية ب في الجسم. ومع ذلك، نظرًا لأن المقالات المعنية نُشرت بشكل منفصل عن بعضها البعض (تسمى "بيانات منفصلة")، فقد تكون العلاقة بين المرض أ والدواء ج غير معروفة. يهدف ربط سوانسون إلى إيجاد هذه العلاقات والإبلاغ عنها.
على الرغم من استخدام نموذج ABC على نطاق واسع، فقد زعم منتقدو النظام أن الكثير من العلوم لا يتم التقاطها على أساس تأكيدات بسيطة بل يتم بناؤها بدلاً من ذلك من القياسات والصور على مستوى أعلى من التجريد.

## الأنظمة

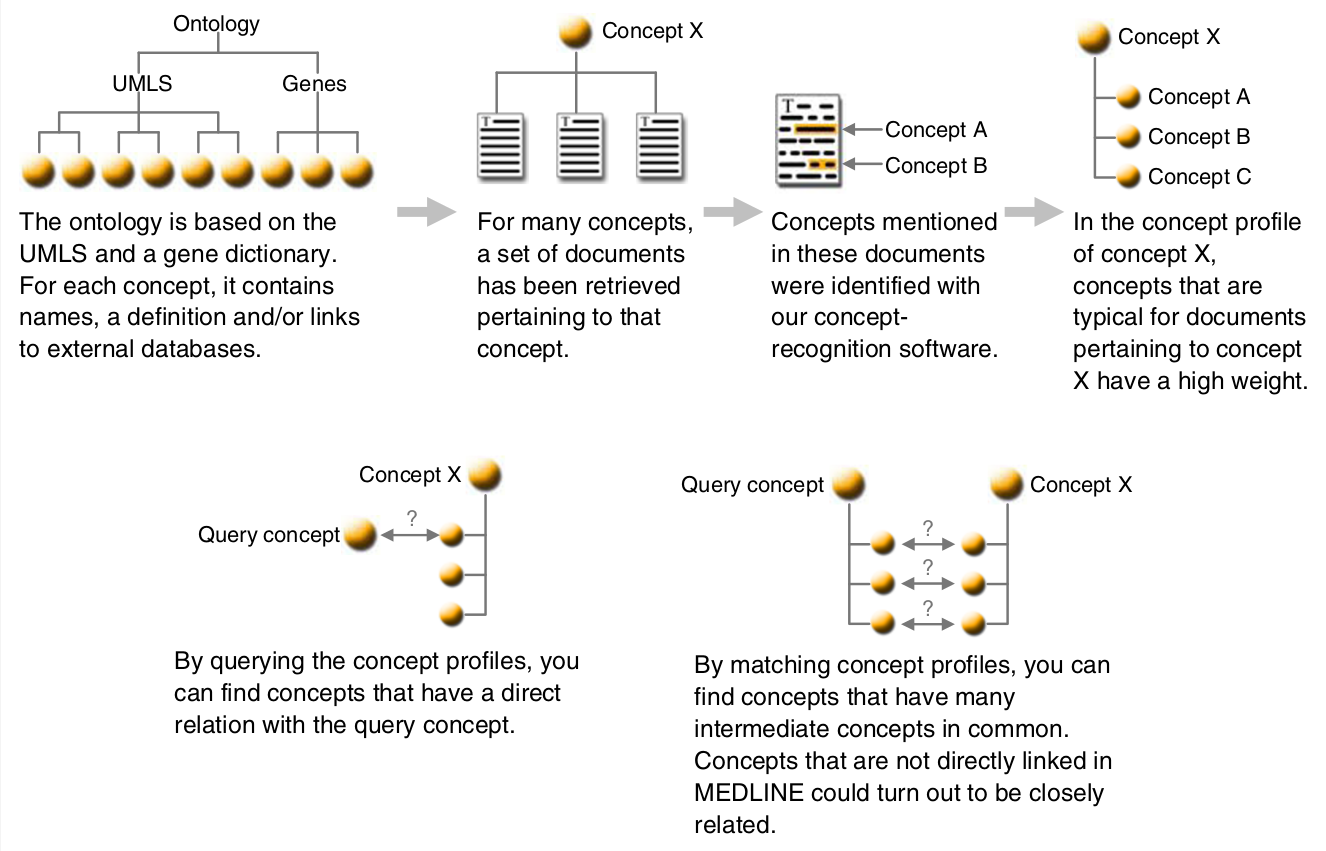
نظام الاكتشاف القائم على الأدبيات Anni 2.0، والذي يستخدم سير عمل مماثل لأنظمة الاكتشافات القائمة على الأدبيات الأخرى.

الاكتشاف القائم على الأدبيات له عمومًا نوعين: الاكتشاف المفتوح والاكتشاف المغلق. في الاكتشاف المفتوح، يتم إعطاء A فقط. يجد النهج Bs ويستخدمها لإرجاع Cs المثيرة للاهتمام المحتملة للمستخدم، وبالتالي توليد فرضيات من A. في الاكتشاف المغلق، يتم إعطاء A و C للنهج الذي يسعى إلى العثور على Bs التي يمكن أن تربط بين الاثنين، وبالتالي اختبار فرضية حول A و C.
تم تطوير عدد من الأنظمة لأداء الاكتشاف القائم على الأدبيات على مر السنين، مما أدى إلى توسيع الفكرة الأصلية لدون سوانسون، وتقييم جودة مثل هذه الأنظمة هو مجال بحث نشط. تتضمن بعض الأنظمة إصدارات ويب لزيادة سهولة الاستخدام. النهج الشائع للعديد من الأنظمة هو استخدام مصطلحات MeSH لتمثيل المقالات العلمية. يستخدم هذا من قبل أنظمة Manjal وBITOLA وLitLinker.
يُطلق على أحد الأنظمة المعروفة في هذا المجال اسم Arrowsmith وهو مصمم للعثور على اتصالات بين مجموعتين منفصلتين من المقالات، وهو النهج المسمى "بحث العقدتين".
يستخدم نظام آخر معروف، LION LBD PubTator  لشرح المقالات العلمية في PubMed بمفاهيم مثل المواد الكيميائية والجينات/البروتينات والطفرات والأمراض والأنواع؛ بالإضافة إلى شرح على مستوى الجملة لعلامات السرطان التي تصف العمليات والسلوكيات الأساسية للسرطان.تستخدم مقاييس التواجد المشترك لتصنيف العلاقات بين المفاهيم وتقوم بالاكتشاف المفتوح والمغلق.
في حين تعتمد أنظمة الاكتشاف القائم على الأدبيات على الأساليب الإحصائية التقليدية، تستفيد أنظمة أخرى من أساليب التعلم الآلي المتطورة، مثل الشبكات العصبية. تمثل بعض هذه الأنظمة العلاقة بين المفاهيم كرسم بياني للمعرفة، وبالتالي تستخدم تقنيات نظرية الرسم البياني.كما أن التمثيل القائم على الرسم البياني هو الأساس لأنظمة الاكتشاف القائم على الأدبيات التي تستخدم قواعد بيانات الرسم البياني مثل Neo4J، مما يتيح الاكتشاف عبر لغات استعلام الرسم البياني مثل Cypher.
تمثل هذه الأنظمة القائمة على الرسم البياني العلاقات بين المفاهيم باستخدام أنواع مختلفة من العلاقات، مثل تلك الموجودة في شبكة نظم اللغة الطبية الموحدة UMLS الدلالية.تذهب بعض الأساليب إلى أبعد من ذلك وتحاول تطبيق العلاقات السياقية،وهو النهج الذي يستخدمه أيضًا علم الوجود الجيني في نمذجة النشاط السببي (GO-CAM).

### استخدام قواعد البيانات
بالإضافة إلى استخراج المعلومات من مجموعة المقالات العلمية، غالبًا ما تستخدم أنظمة الاكتشاف القائم على الأدبيات المعرفة المنظمة من الموارد البيولوجية المنظمة، مثل الوراثة المندلية البشرية عبر الإنترنت (OMIM).
فيما يلي أنظمة الاكتشافات القائمة على الأدبيات المنشورة، مرتبة حسب تاريخ النشر:
1986 - Arrowsmith 
2000 - BITOLA V1 
2001 - DAD 
2003 - LitLinker 
2004 - ACS 
2004 - Manjal 
2004 - IRIDESCENT 
2005 - BITOLA V2 
2006 - LitLinker V2 
2007 - Arrowsmith V2 
2008 - Anni 2.0 
2008 - CoPub Discovery 
2009 - RajoLink 
2010 - Sem-BT 
2015 - Obvio 
2016 - Spark 
2017 -Mine the gap 
2019 - LION LBD 

### التصنيف الدلالي
تتمثل إحدى المهام الشائعة في الاكتشاف القائم على الأدب في تعيين الكلمات/المفاهيم لأنواع دلالية مختلفة. قد يتم تصنيف المفهوم تحت نوع واحد أو أنواع متعددة. على سبيل المثال، في نظام اللغة الطبية الموحدة (UMLS)، يتم تصنيف مصطلح الصداع النصفي تحت نوع المرض والمتلازمة، بينما يتم تصنيف مصطلح المغنيسيوم تحت نوعين: المادة النشطة بيولوجيًا والعنصر أو الأيون أو النظير.تعمل تصنيف المفاهيم على صقل اكتشاف الروابط بين فئات معينة من المفاهيم، أي الأمراض-الجينات أو الأمراض-الأدوية.

### تقييم النظام
يعد تقييم الاكتشافات القائمة على الأدبيات أمرًا صعبًا، ويشمل كلًا من الأساليب التجريبية والمحاكاة الحاسوبية. تحاول الأساليب تحديد كمية المعرفة التي تولدها الأنظمة، والتي يجب توفيرها بكمية وثراء مفيد للعلماء.
التقييم صعب في الاكتشافات القائمة على الأدبيات لعدة أسباب: الخلاف حول دور أنظمة الاكتشافات القائمة على الأدبيات في البحث وبالتالي ما يجعل البحث ناجحًا؛ صعوبة تحديد مدى فائدة أو إثارة اهتمام أو قابلية الاكتشاف للتنفيذ؛ وصعوبة تحديد "الاكتشاف" بشكل موضوعي، مما يعيق إنشاء مجموعة تقييم قياسية تحدد متى تم تكرار الاكتشاف أو العثور عليه.
الطريقة الشائعة المستخدمة في الاكتشاف القائم على الأدبيات هي تكرار الاكتشافات السابقة.هذه عادةً ما تكون اكتشافات تعتمد على LBD لأنها سهلة القياس نسبيًا مقارنة بالاكتشافات الأخرى. لا يوجد سوى عدد قليل من هذه الاكتشافات والأساليب التي تم ضبطها لأداء جيد على هذه الاكتشافات قد لا تكون عامة. في هذا النوع من التقييم، يتم استخدام الأدبيات قبل الاكتشاف المراد تكراره لإنشاء قائمة مرتبة من مرشحي الاكتشاف كمصطلحات مستهدفة أو مرتبطة. يتم قياس النجاح من خلال الإبلاغ عن مرتبة المصطلح (المصطلحات) محل الاهتمام؛ فكلما ارتفعت المرتبة، كان النهج أفضل.
تتضمن عملية تقسيم الأدبيات أو تقسيم الوقت تقسيم الأدبيات الموجودة عند نقطة زمنية. ثم يتم عرض نظام LBD على الأدبيات قبل الانقسام ويتم تقييمه من خلال عدد الاكتشافات التي يمكنه اكتشافها في الفترة اللاحقة. استخدمت أنظمة الاكتشاف القائم على الأدبيات التزامن المصطلحي،والعلاقات من الموارد الطبية الحيوية الخارجية (مثل SemMedDB)والعلاقات الدلاليةلتوليد المعايير الذهبية. إن النهج عالي الدقة هو الحصول على رأي الخبراء لتوليد المعيار الذهبي،ولكن هذا يستغرق وقتًا طويلاً ومكلفًا ويميل إلى إنتاج معدلات تذكر منخفضة.
تتمثل ميزة تقسيم الوقت مقارنة بتكرار الاكتشافات السابقة في التقييم على عدد كبير من حالات الاختبار. وهذا يثير الحاجة إلى مقاييس التقييم التي يمكنها قياس الأداء على قوائم كبيرة ومرتبة. استخدمت أعمال الاكتشاف القائم على الأدبيات مقاييس شائعة في استرجاع المعلومات  والتي تشمل الدقة والتذكر والمساحة تحت المنحنى (AUC) والدقة عند k ومتوسط الدقة المتوسط (MAP) وغيرها.
يتجاوز نهج اقتراح اكتشافات أو علاجات جديدة تكرار الاكتشافات السابقة أو التنبؤ بحالات مقطعة زمنياً لعلاقة معينة ويظهر أن النظام قادر على الاستخدام في مواقف واقعية. وعادة ما يكون هذا مصحوبًا بنشر تمت مراجعته من قبل الأقران في المجال أو فحص من قبل خبير في المجال.

## تعدين النص
تعتمد أتمتة الاكتشاف القائم على الأدبيات بشكل كبير على التنقيب في النصوص. غالبًا ما تتضمن اللغة في المقالات العلمية غموضًا، وخطوة مهمة للتحليل المتماسك للأدبيات هي استخراج معنى كل مصطلح في السياق الذي يستخدم فيه، وهي مهمة تسمى فك التباس دلالة الكلمة (WSD). على سبيل المثال، يمكن الخلط بين مصطلحات الجينات مثل CT (PCYT1A) وMR (NR3C2) مع اختصارات التصوير المقطعي المحوسب والرنين المغناطيسي، مما يتطلب أنظمة إزالة غموض (فك التباس) متطورة. غالبًا ما يتم التوفيق بين المصطلحات والأنطولوجيات أو مصادر أخرى للمعرفات الفريدة، مثل نظام اللغة الطبية الموحدة (UMLS). تسمى عملية تعيين العديد من العبارات المختلفة إلى اسم أو معرف واحد بالتطبيع.

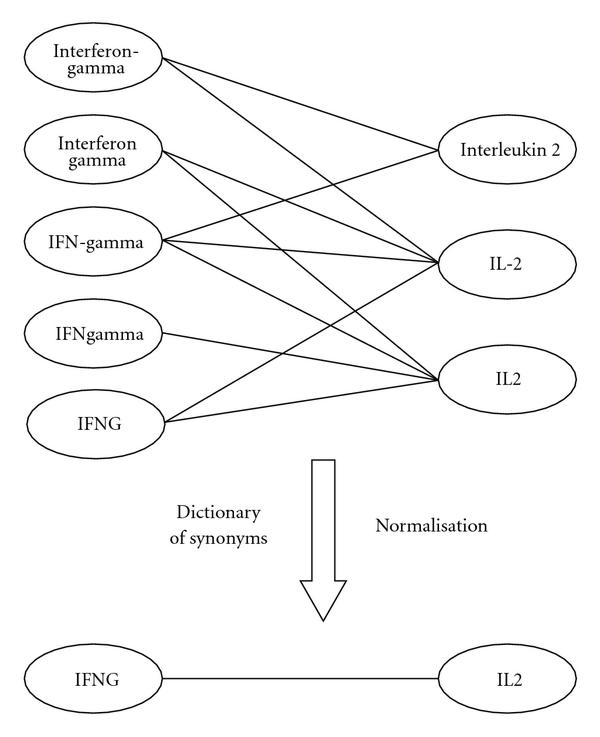
تطبيع اسم الجين، خطوة مهمة في الاكتشاف القائم على الأدبيات عند التعامل مع الجينات.

## الاستخدام

### علوم الحياة
لقد تم استخدام الاكتشافات القائمة على الأدبيات بالفعل بطرق مختلفة لتحديد اتصالات جديدة بين الكيانات الطبية الحيوية والجينات المرشحة الجديدة وعلاجات الأمراض.

### اكتشاف الأدوية
استُخدمت الاكتشافات القائمة على الأدبيات في تطوير الأدوية وإعادة استخدامها بالإضافة إلى التنبؤ بالتفاعلات الدوائية الضارة.
استُخدمت طريقة الاكتشاف المستند إلى الأدبيات للبحث عن علاجات لعدد من الأمراض البشرية، بما في ذلك:
اعتلال الشبكية السكري.
اعتلال عضلة القلب التوسعي
مرض باركنسون
سرطان البروستاتا
سرطان المعدة
التصلب المتعدد

### اكتشاف وظائف الجينات والبروتينات
تم استخدام النهج أيضًا لاقتراح علاقات الجينات بأمراض معينة، مثل سرطان الثدي.
في سياق علم اللقاحات، تم استخدامه لتحديد البروتينات المرتبطة بالإنترفيرون جاما والتي تلعب دورًا في الاستجابة للقاحات. كما تم استخدامه لاقتراح آليات للأدوية المستخدمة حاليًا.

### اكتشاف الواسمات الحيوية
تم استكشاف الاكتشافات القائمة على الأدبيات كأداة لتحديد الواسمات الحيوية للتشخيص والتنبؤ بالأمراض، على سبيل المثال لخطر الإصابة بمرض السكري من النوع 2.

### استخدامات أخرى
بالإضافة إلى تقديم فرضيات علمية حول العالم، تم استخدامها أيضًا لتحسين تحليل البيانات، من خلال التعرف التلقائي على أي تأثيرات مخالطة باستخدام الأدبيات الطبية.
كما تم استخدامه لفهم مسببات الأمراض بشكل أفضل وعلاقة الأمراض المختلفة، على سبيل المثال البحث عن الجينات التي تربط بين احتشاء العضلة القلبية والاكتئاب،  والارتباطات بين الأمراض النفسية والجسدية.

### مجالات خارج علوم الحياة
نُشرت الاكتشافات القائمة على الأدبيات في الغالب في المجال الطبي الحيوي، ولكنه استخدم أيضًا في مجالات أخرى، إذ طُبّق على الأبحاث في تطوير أنظمة تنقية المياه، وتسريع تنمية البلدان النامية وتحديد التعاونات البحثية الواعدة.